# Монтеваго
Монтеваго (итал. Montevago) је насеље у Италији у округу Агриђенто, региону Сицилија.
Према процени из 2011. у насељу је живело 2994 становника. Насеље се налази на надморској висини од 389 м.

## Становништво
Према резултатима пописа становништва 2011. у општини је живело 3.015 становника.
| 1931. | 1936. | 1951. | 1961. | 1971. | 1981. | 1991. | 2001. | 2011. |
| ----- | ----- | ----- | ----- | ----- | ----- | ----- | ----- | ----- |
| 2.749 | 2.866 | 3.231 | 3.008 | 3.418 | 3.208 | 3.325 | 3.108 | 3.015 |

## Партнерски градови
- Текирдаг
- Пјештјани